# HD66624
HD66624 — подвійна зоря. 
Ця подвійна система має видиму зоряну величину в смузі V приблизно 5,5.
Вона розташована на відстані близько 486,1 світлових років від Сонця.

## Подвійна зоря
Головна зоря цієї системи належить до хімічно пекулярних зір й має спектральний клас B9.
В той же час спектральний клас іншої компоненти залишається  ще не визначеним.

## Фізичні характеристики
Телескоп Гіппаркос зареєстрував фотометричну змінність  даної зорі з періодом    2,00 доби в межах від  Hmin= 5,48 до  Hmax= 5,45.